# Трагом Карађорђа
Трагом Карађорђа је документарно-играна телевизијска серија од 15 полусатних епизода премијерно приказана 2004. године. Уредник серије је Верољуб Лазаревић, редитељ је Мирослав Живановић, док је сценариста и водитељ Миле Недељковић. Серија је снимана у 200 места и на око хиљаду аутентичних историјских локација од Неготина до Лознице и од Сомбора до Сјенице од лета 2002. до краја септембра 2003. године у продукцији Радио-телевизије Србије.
Серија је снимљена поводом великог јубилеја прославе 200 година од почетка Првог српског устанка, прве националне и анти-феудалне револуције на Балкану и источној Европи. Занимљиво да су за потребе снимања серије инжињеријске јединице Војска Југославије по пројекту архитекте Александра Ивановића изградиле Карађорђев шанац из периода Првог српског устанка на Опленцу код Тополе. Такође, ради потребе ове серије направљено је 250 костима, реконструисане су бројне грађевине с почетка 19. века на подручју Тополе и Аранђеловца где је и снимљен велики број играних сцена. Директор фотографије је Бранко Пелиновић, сценограф Снежана Поповић, костимограф Милан Перишић, директор серије Светлана Бандић и продуцент Зоран Зиндовић.

## Радња
Живот Карађорђа приказан је у серији без вештачког ореола, од сина пуког сиромаха и најамника до вештог државника и дипломате коме се Европа дивила. У серији је дата заправо повест о обичном човеку, са свим врлинама и манама, који се нашао на страшном попришту у борби за народни опстанак и слободу.

## Списак епизода
Серија је реализована у 15 епизода.
| Епизода                   | Прво приказивање   |
| ------------------------- | ------------------ |
| 1. Најамник од малих ногу | 4. децембар 2004.  |
| 2. Разочарани ратник      | 11. децембар 2004. |
| 3. Опрезни бунтовник      | 18. децембар 2004. |
| 4. Вожд из народа         | 8. јануар 2005.    |
| 5. Командант голоруких    | 15. јануар 2005.   |
| 6. Ширење устанка         | 22. јануар 2005.   |
| 7. Обновитељ државе       | 5. фебруар 2005.   |
| 8. Велики стратег         | 12. фебруар 2005.  |
| 9. Строги законодавац     | 19. фебруар 2005.  |
| 10. Војинствени гениј     | 5. март 2005.      |
| 11. Приљежни градитељ     | 12. март 2005.     |
| 12. Напрегнути мир        | 19. март 2005.     |
| 13. Плач у Фенеку         | 26. март 2005.     |
| 14. Од немила до недрага  | 9. април 2005.     |
| 15. Одлазак у легенду     | 16. април 2005.    |

## Улоге
| Глумац                | Улога                                   |
| --------------------- | --------------------------------------- |
| Небојша Кундачина     | Вожд Карађорђе Петровић                 |
| Танасије Узуновић     | Прота Атанасије Антонијевић             |
| Гојко Балетић         | Војвода Станоје Главаш                  |
| Небојша Дугалић       | Гаја Пантелић                           |
| Растко Јанковић       | Буљубаша Петар Јокић                    |
| Милан Чучиловић       | Јанићије Ђурић                          |
| Борис Пинговић        | Прота Матеја Ненадовић                  |
| Мирко Бабић           | Војвода Јаков Ненадовић                 |
| Горан Радаковић       | Хајдук Вељко Петровић                   |
| Предраг Милетић       | Војвода Стеван Синђелић                 |
| Мирјана Карановић     | Марица Живковић-Јовановић               |
| Слобода Мићаловић     | Јелена Петровић                         |
| Тихомир Арсић         | Војвода Младен Миловановић              |
| Горан Милев           | Војвода Милан Обреновић                 |
| Душко Премовић        | Танаско Рајић                           |
| Миодраг Крстовић      | Вујица Вулићевић                        |
| Александар Хрњаковић  | Сали Баша                               |
| Владан Савић          | Војвода Марко Васић                     |
| Александар Јоксимовић | Син Томаша Пушкара                      |
| Бојан Серафимовић     | Ђорђе Остојић/Наум Крнар                |
| Драган Вујић          | Риста Ђурђевић                          |
| Јанош Тот             | Танасије Милошевић                      |
| Душко Радовић         | Војвода Вуле Коларац                    |
| Бранислав Томашевић   | Сима Сеиз                               |
| Лепомир Ивковић       | Кнез Теодосије Марићевић                |
| Радован Миљанић       | Узун Мехмед                             |
| Предраг Панић         | Митрополит београдски Леонтије Лумбарић |
| Владан Гајовић        | Буљубаша Живан Петровић                 |
| Миле Станковић        | Турчин седе браде                       |
| Борис Комненић        | Гроф Марко Ивелић                       |
| Милан Михаиловић      | Тумач                                   |
| Миодраг Ракочевић     | Алекса Дудић                            |
| Душан Тадић           | Старац из Бора/Доситеј Обрадовић        |
| Слободан Ћустић       | Војвода Чолак Анта Симоновић            |
| Милан Милосављевић    | Стеван Стевановић                       |
| Веселин Стијовић      | Петар Белопољац                         |
| Драгомир Чумић        | Стари Тополац                           |
| Горан Султановић      | Фоча Ефендија                           |
| Ненад Маричић         | Милан Марковић                          |
| Радосав Марјановић    | Војвода Јанко Катић                     |
| Душица Ивановић       | Чучук Стана                             |
| Саша Пилиповић        | Ханџија Ибрахим                         |
| Мирољуб Лешо          | Прота Алекса Лазаревић                  |
| Владимир Вукућевић    | Марко Филиповић                         |
| Никола Булатовић      | Калуђер Мата                            |
| Иван Шебаљ            | Петроније                               |